# Vozdvizhenski
Vozdvizhenski (del ruso: Воздвиженский) es un jútor del raión de Gulkévichi del krai de Krasnodar, en el sur de Rusia. Está situado 24 km al sur de Gulkévichi y 142 km al este de Krasnodar, la capital del krai. Tenía 258 habitantes en 2010.
Pertenece al municipio Tysiachnoye.

## Transporte
Al este de la localidad pasa la carretera federal M29 Cáucaso.